# Fruens Bøge
Fruens Bøge er et kvarter i Odense bestående af lystskoven af samme navn (24 hektar) og et større villakvarter vest for skoven. Området rummer desuden frilandsmuseet Den Fynske Landsby, de rekreative områder Skovsøen og Engen samt Fruens Bøge Station, hvorfra der er tog til Odense Banegård og Svendborg Station. Skoven er desuden endemål for Odense Aarfart og indeholder den kendte restaurant Carlslund.
Området støder op til forstaden Dalum og afgrænses mod øst og syd af Odense Å, mod nord af Faaborgvej og mod vest af Dalumvej. Skoven er et yndet udflugtsmål i bekvem afstand fra bymidten. Å-stisystemet gør det muligt på cykel at nå skoven fra centrum, gennem ådalen, på 10 minutter.

## Historie
Fruens Bøge er Odense Kommunes første skov, købt i 1875 fra Christiansdal herregård (i dag Dalum Kloster). Allerede i begyndelsen af 1800-tallet blev skoven dog benyttet af byens finere borgerskab som dannede "Foreningen i Fruens Bøge", også kaldt "Skovforeningen", der arrangerede søndagskovture med dans i det daværende traktørsted Skovhuset.
Skoven blev bl.a. erhvervet for at give byens ca. 20.000 borgere bedre adgang til stedet og blev efter indstilling fra en forskønnelseskomité, som var nedsat af bystyret, købt for en pris på 53.000 kr. Det blev begyndelsen på det stinet, som i dag løber langs hele Odense Å.
Skovområdet var reelt lukket for alle andre end Skovforeningen og blev i realiteten først åbnet for alle andre engang oppe i 1930'erne.
Formålet med skoven var formodentlig at skabe en skov efter romantikkens idealer og der var tydeligt, med de slyngede stier og bygningerne i bindingsværk og mursten med udskårne bjæleender, kigget mod forbillederne i Charlottenlund og Dyrehaven nord for København.
Forskønnelsen var vellykket og i haveanlægget, lige ved Sorgenfribroen, findes stadig en mindesten rejst til ære for forskønnelseskomitéens formand, og daværende direktør for Albani, Theodor Schiøtz.
I begyndelsen af 1800-tallet gik ruten via markvejen gennem Hunderup og Hunderupbøndernes skov eller alternativt via Heden(den nuværende Sdr. Boulevard). I 1876 blev jernbanen mellem Odense og Svendborg indviet og dermed også Fruens Bøge Station. De fine skovgæster begyndte dog i stedet at sejle med Aaafarten. Først med dampskib og senere med motorskib til Sorgenfri. Sangen "Sejle op ad åen" handler netop om denne sejlads og stammer fra en revy i1895.

### Traktørsteder
Ud af fem traktørsteder, som opstod i skoven, findes i dag kun Carlslund, der efter en pyromanbrand i 2015 er genopført og genåbnet i maj 2017. Ud over Carlslund fandtes desuden Skovhuset, Skovlyst, Røde Hus og Skovpavillion.
Skovlyst lå ud til Skovalleen, der hvor der i dag er parkeringsplads. Det var et fornemt sted med et lille orkester, der spillede til eftermiddagskaffen med tilhørende konditorkager.
Røde Hus lå ud til Skovallen tættere på jernbaneoverskæringen. Det var et mere folkeligt sted med skydebane og lykkehjul. Det blev revet ned i 1960'erne.
Skovforeningens Skovpavillion lå midt i skoven, hvor der i dag findes en stor åben naturlegeplads. Stedet var bygget med en stor danseestrade og balkon med plads til danseorkestret. Her var tjenestefolk forment adgang, og man skulle have medlemskort for at komme ind. Først i 1905 kunne folk i andre samfundsklasser besøge stedet. Pavillionen havde eget elværk i et lille rødstenet hus som lå ved vestbreden af skovsøen. 
Sorgenfri lå ved Sorgenfribækkens udløb, tæt ved åfartens endstation. Stedet havde sin storhedstid i mellemkrigsårene, hvor den især var tilholdssted for arbejderne. Stedet blev revet ned i 1965.

### Villakvarteret
Fruens Bøge villakvarter opstod i tilknytning til Dalum Papirfabrik i Dalum. I 1906 anlagdes Odense-Nørre Broby-Faaborg Jernbane med station ved Fruens Bøge, der indtil da havde været et rent landområde. Papirfabrikken, som hurtigt blev en af banens største kunder, fik et industrispor fra Fruens Bøge Station, hvor også Brobybanen grenede fra Svendborgbanen.
Det blev i Fruens Bøge - ikke i Hjallese sydøst for Dalum, hvor der ligeledes kom en station - at byudviklingen gik hurtigst. Her udviklede sig efterhånden et boligområde i kraft af omfattende udstykninger fra Kristiansdal Hovedgård. I 1906 havde Fruens Bøge 329 indbyggere, i 1911 629 indbyggere, i 1916 2.090 indbyggere, i 1921 2.628 indbyggere, i 1925 2.985 indbyggere. Til sammenligning havde Dalum Fabriksby  i 1906 475 indbyggere, i 1911 484 indbyggere, i 1916 505 indbyggere, i 1921 563 indbyggere og i 1925 595 indbyggere. Hjallelse by havde i 1906 294 indbyggere, i 1911 370 indbyggere, i 1916 597 indbyggere, i 1921 1.089 indbyggere og i 1925 1.106 indbyggere. Samlet havde Dalum kommune i 1925 5.054 indbyggere. Dette voksede til 5.317 indbyggere i 1930, 5.814 indbyggere i 1935, 5.905 indbyggere i 1940, 6.186 indbyggere i 1945, 7.464 indbyggere i 1950, 8.719 indbyggere i 1955 og 11.093 indbyggere i 1960. Endnu i 1925 talte de tre bysamfund kun 92,7% af kommunens indbyggere, men fra 1930 blev hele kommunen regnet som forstad til Odense.

## Engen og skovsøen
Skovsøen blev udgravet under 1. Verdenskrig som et arbejdsløshedsprojekt og gennemstrømmes af Odense Å. Pga. strømlæ og de mange ænder lider søen dog under iltsvind. Skovsøen blev derfor ved Odense 1000-års jubilæumsår forsynet med et springvand til iltning af vandet. Springvandet var en gave skænket af Haustrups Fabrikker. 
Engen var i første halvdel af 1900-tallet stadig fyldt med mennesker på skovtur, men med privatbilernes udbredelse begyndte folk at køre andre steder hen. Stedet har dog stadig stor tiltrækningkraft, særligt ved Sankt Hans, hvor et af Danmarks største Bål findes på stedet. Engen er desuden hjemsted for Odense Sommer Revy og benyttes af folk som rekreativt område.

## Skov- og dyreliv
Skoven har navn efter områdets bøgetræer og Jomfru Maria. Træerne i skoven veksler, men der er flere meget gamle træer, som f.eks. den knudrede bøg nord for naturlegepladsen på omkring 300 år, en 150 årig musebøg bestående af fire kraftige stammer i nordøst og en ottestammet hestekastanie.
De gamle træer er gennem året hjemsted for både dværgflagermus, vandflagermus, duer, råger og gråænder. Søen indeholder bl.a. skaller, karusser, gedder og sandart.